# Kisame Hoshigaki
Kisame Hoshigaki (干柿鬼鮫 Hoshigaki Kisame) es un personaje del manga y anime Naruto. Es uno de los 12 miembros de la Organización Akatsuki, a quien se le asignó varios compañeros como aliados de misiones, siendo entre sus compañeros más destacados Itachi Uchiha, con quien recorrió gran parte de su trayectoria con el. Como miembro de la organización se le entregó el anillo 南斗 (なんと, Nanto, Estrella del Sur), la cual portaba en su dedo anular izquierdo.
Es conocido por asesinar a un señor feudal del País del Agua y por ser uno de los 7 espadachines legendarios de la Aldea Oculta de la Niebla. Posee una personalidad fría, la que se le puede asemejar al de un tiburón, ya que no demostró ningún sentimiento tras la muerte de su compañero Itachi, ni le causó gran impresión la noticia de la muerte del líder de Akatsuki, Nagato (Pain).

## Descripción
Entre sus características, se resalta una imagen similar a la de un tiburón. Para complementar a su imagen su nombre Kisame, tiene el significado de Tiburón demonio. Su piel es de color azul pálido y tiene ojos blancos y pequeñas pupilas con una sombra negra en sus párpados. Sus mejillas tienen marcas que parecen branquias, su pelo es corto de color azul que sobrepasa la banda protectora de su frente. Es de gran estatura midiendo cerca de los dos metros.
Porta una enorme espada azulada que no tiene filo, sino que posee un gran número de grandes escamas y afiladas, por lo que siempre la porta envuelta de vendas. Su espada tiene por nombre Samehada (鮫肌 Piel de tiburón) y hechas en efecto, de escamas de tiburón. La función de este espada no es cortar a un enemigo, sino que desgarrar todo aquello que toca. Además, es capaz de robar todo el chakra de sus rivales para dársela a su portador y así hacerlo más fuerte. Mientras más chackra consiga, más técnicas podrá ejecutar, solo el inconveniente de que al no ser su verdadera fuerza, este vuelve a su poder original. Esta espada además, posee voluntad propia y tiene una especie de hocico por la que puede expulsar objetos, y solo permite que Kisame sea su portador.
Kisame es muy violento y le encanta pelear. Es un maestro de los jutsus de agua, llegando a crear enormes cantidades de agua inclusive si está lejos del océano. Posee una masiva cantidad de chakra, siendo reconocido como el miembro de Akatsuki con más chakra, siendo comparado con el poder de los Bijū. Al principio de la segunda parte, cuando Neji le ve con su Byakugan, este dice que no había visto tal cantidad de chakra desde que luchó contra Naruto, quien estaba usando solo 30% de su chakra.

## Historia
Antes de unirse a Akatsuki, Kisame fue uno de los Siete Espadachines de la Niebla. Ya por entonces, Kisame era conocido por tener una filosofía despiadada y pragmática, como demostró al aniquilar a sus compañeros de equipo para evitar que filtraran información a Konoha, ya que fueron capturados por un escuadrón liderado por Ibiki Morino. Posteriormente asesinó a su propio maestro al saber que estaba enviando información a Konoha, haciéndose así con Samehada.
El Mizukage, Yagura, felicitó a Kisame por sus actos, pero este se mostraba decepcionado: no entendía su papel dentro de la aldea y tampoco llegaba a comprender el mundo shinobi. Obito, que estaba controlando a Yagura, reveló su Plan Ojo de Luna, incitando a Kisame a unirse a Akatsuki, por lo que este se convirtió en uno de sus primeros miembros (exceptuando a sus miembros fundadores: Obito, Nagato y Konan).
Tras su deserción de la Aldea Oculta de la Niebla, Kisame fue declarado traidor e incluido en el Libro Bingo por su pertenencia a Akatsuki.

### Naruto
Kisame empieza a hacer equipo con Itachi Uchiha, el cual había formado brevemente equipo con Orochimaru tras entrar en la organización. Su primera aparición tiene lugar en la primera temporada, cuando va con Itachi Uchiha en busca del Kyūbi, sellado en el interior de Naruto Uzumaki.

En este primer intento de secuestrar a Naruto para obtener al Bijū, se vieron obligados a retirarse, porque la pelea con Asuma Sarutobi, Kakashi Hatake, Kurenai Yūhi y Might Guy amenazaba con convertirse en una guerra contra toda la aldea de Konoha, lugar donde se desarrolló. En esta lucha, Kisame descargó su espada contra Asuma, dando a conocer sus peculiaridades. Tras ese encuentro, intentan capturar a Naruto mientras viajaba con Jiraiya. El sannin llegó a tiempo e invocó el estómago de un sapo de las montañas para dejar atrapados a los dos miembros de Akatsuki. Itachi, sin embargo, usó por primera vez en la obra el Amaterasu, con lo que pudieron escapar del estómago.

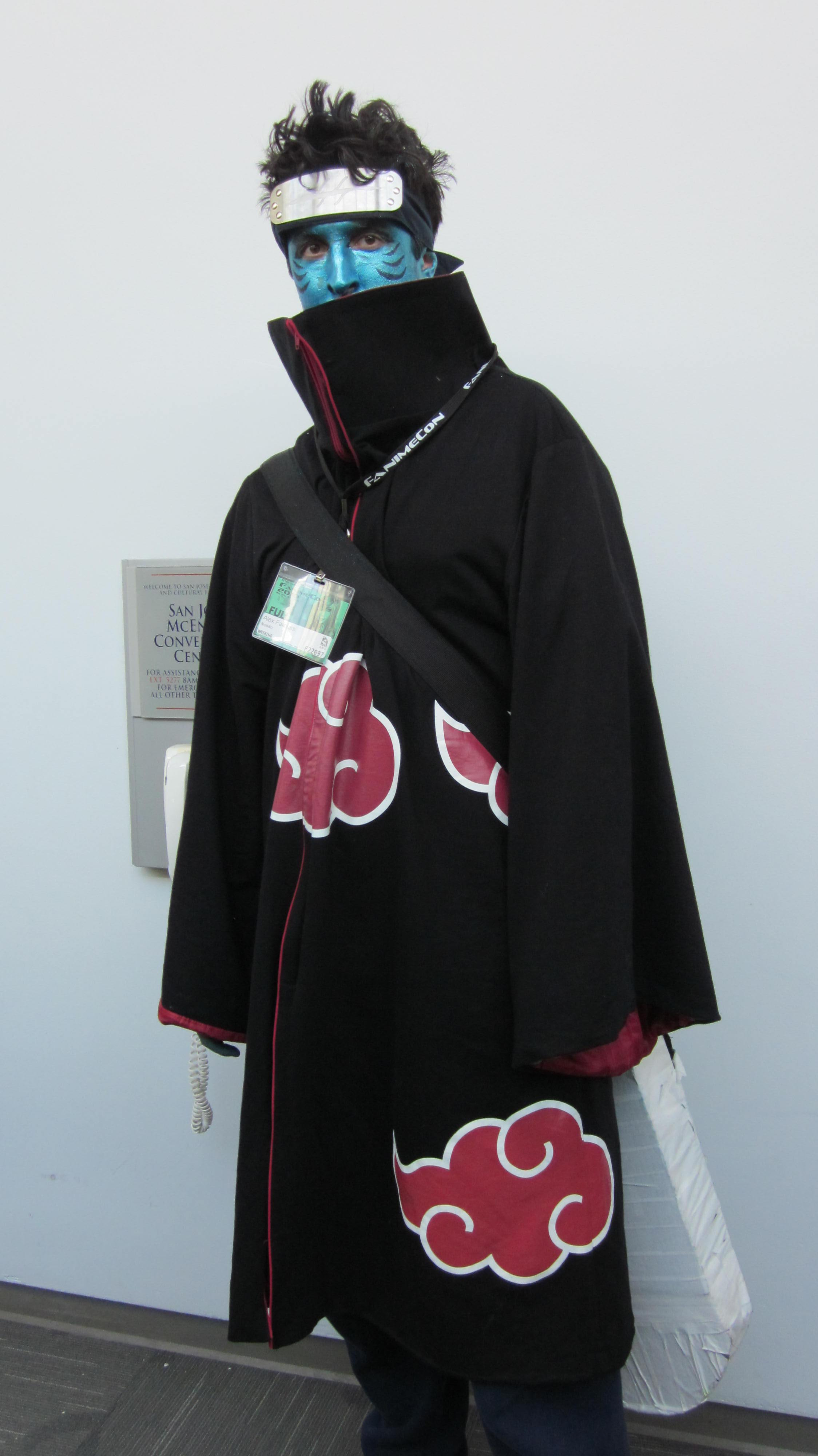
Cosplayer del personaje de Kisame en la convención anime FanimeCon (2010)

### Naruto: Shippūden
En la segunda parte del anime, cuando se estaba realizando la extracción del Shukaku a Gaara, prestó un tercio de su chakra para que el líder de Akatsuki recreara su aspecto en uno de sus secuaces (un ninja de la Aldea Oculta de la Arena), de tal forma que pudiera retrasar a Might Guy y su equipo. Mediante esta técnica de cambio de forma, el espía pudo adoptar el aspecto y las habilidades de Kisame, pero era controlado por él, y dado que solo contaba con una parte de su fuerza, fue finalmente derrotado.
Posteriormente, Kisame captura al jinchūriki del Yonbi junto a Itachi y lo expone como un trofeo sobre su Samehada. En ese momento, son requeridos por Pain ante la noticia de la supuesta muerte de Orochimaru. Tras la derrota de Orochimaru a manos de Sasuke Uchiha, Kisame se perfila como el objetivo de Suigetsu, junto con su espada Samehada. En una de las reuniones de la organización, Kisame menciona que conoció a este diez años antes, y que por entonces se decía que era el "sucesor" de Zabuza Momochi.
Cuando Deidara cae ante Sasuke, Pain informa de la pérdida de su compañero y de Tobi. Entonces, Kisame dice que Tobi era el único que podía alegrar una organización como Akatsuki. A pesar de eso, se burla de Deidara y ni siquiera muestra respeto o aflicción ante su pérdida. Posteriormente, él e Itachi están bajo la lluvia y Kisame interroga a un meditabundo Itachi sobre su hermano menor. Le pregunta si está triste e Itachi responde que no, ya que su hermano no ha muerto. Más adelante, el Equipo Hebi, liderado por Sasuke, se acerca a la guarida de los Uchiha para mantener el último enfrentamiento y Kisame aparece para autorizarle el paso solo a Sasuke y retener a los demás. Aunque su objetivo no es la lucha, Suigetsu se muestra dispuesto a entablar una pelea y Kisame coge su Samehada, dispuesto a afrontar la batalla (la pelea entre Kisame y Suigetsu no es mostrada, pero ambos consiguen salir con vida y sin heridas aparentes).
Tiempo después, se ve a Kisame hablando con Tobi, este le dice que lamenta haberlo engañado y se quita la máscara enseñando su verdadero rostro, el cual Kisame reconoce y le dice que se será más fácil para él hacer su trabajo sabiendo que él está al mando y lo llama «Cuarto Mizukage» (Kage de la Aldea Oculta de la Niebla) y también «Madara». Luego se lo ve en la reunión que el susodicho realiza para declarar la oficial unión de Taka y Akatsuki, en la cual Kisame trata a este grupo como inexpertos, por lo cual Suigetsu le ataca, siendo frenado por Madara. Durante la reunión, Kisame se sorprende ante el comentario de Sasuke de que Suigetsu no sería capaz de vencerlo. Luego, cuando van a sellar al Hachibi, Kisame se queja de que se tardarán más siendo tan pocos. Lamentablemente para Akatsuki, el Hachibi no fue totalmente capturado, ya que había utilizado una técnica para que una de sus colas pareciera un clon. Entonces, Tobi le dice a Kisame que vaya a capturar al Hachibi.
Kisame rastrea a Killer Bee gracias a Samehada. Ante el enorme poder y chakra de Bee en su forma con el Hachibi, Kisame tiene que fusionarse con Samehada para poder sanarse de las heridas que le produjo B. Kisame utiliza su técnica Suiton: Dai Bakusui Shōha para encerrar a B, Sabu y Ponta dentro de una gigantesca cúpula de agua. Para evitar que sus compañeros se ahogaran, Bee arroja a Sabu y Ponta de la cúpula, lo que le deja a merced de Kisame. Este lo sacó de la cúpula para rematarlo, hasta que se da cuenta de que Samehada se le ha vuelto hostil y parecer sentir atracción por el chakra de Killer Bee. Kisame entonces se dispuso a acabar con él, pero fue frenado por la llegada del Cuarto Raikage. Entre el Raikage y Bee ejecutaron un Lariat conjunto que decapitó a Kisame.
Tiempo después se revela que el Kisame que fue asesinado por Bee y el Raikage era un clon de Zetsu. El verdadero Kisame estaba oculto dentro de Samehada (ahora en posesión de Killer Bee) para infiltrarse en la Aldea Oculta de las Nubes, lo cual consigue. Sin embargo, cuando Naruto logra controlar el chakra de Kurama logra detectar su presencia en el interior de Samehada y Kisame se ve obligado a revelarse. Acorralado por Naruto, Yamato y Killer Bee, Kisame se ve forzado a huir y también es traicionado por su propia espada Samehada, ya que esta se decidió irse con Killer Bee debido al "sabor" de su chakra, siendo perseguido por Might Guy. Tras robar chakra de Killer Bee y de Aoba Yamashiro, se prepara para enfrentarse a Guy. Este, que había abierto la Séptima Puerta, choca contra el Suiton: Suikōdan no Jutsu de Kisame, saliendo vencedor Guy. Para evitar que los shinobis pudieran extraerle su información, Kisame decidió suicidarse, encerrándose en su jutsu prisión de agua y luego invoca a tres tiburones y se deja devorar por ellos, mientras recuerda lo que Itachi Uchiha una vez le dijo cuando se unió a los Akatsuki, después cuando Guy, Yamato, Aoba, Naruto y Killer Bee tratan de averiguar el contenido del pergamino que este trataba de enviar a sus líderes, inesperadamente son atrapados en un ninjutsu de trampa: prisión de agua y luego el mismo pergamino invoca a 5 tiburones que rápidamente 4 de ellos entran en los jutsus prisión de agua donde estaban encerrados Naruto y los demás, con tal de distraerlos y el quinto tiburón toma el pergamino y escapa de la isla, llevando el pergamino que había robado en Kumogakure, más tarde se revela que el mismo tiburón se reunió Zetsu y se lo entregó.

## Habilidades
La principal arma y habilidad del personaje de Kisame Hoshigaki era el uso de la espada Samehada. Una espada cuya función no era atravesar ni cortar, sino desgarrar y absorber chakra. Conforma la espada absorbe chakra comienza a hacerse más grande y sus escamas aumentan de tamaño.  Samehada únicamente puede ser usada por el propio Kisame, ya que de otro modo de la espada surgen escamas para evitar ser agarrada por otro usuario. Kisame tiene la capacidad de fusionarse con Samehada, lo que le permite respirar bajo el agua y desplazarse a gran velocidad.
El principal elemento que emplea el personaje para sus técnicas es el Elemento Agua, siendo un gran experto.

### Jutsus
- Doton: Dochū Senkō: Kisame se hunde en el subsuelo para atacar a su adversario bajo tierra. Kisame normalmente la emplea para atacar con su espada Samehada.

- Kuchiyose no Jutsu: Kisame puede invocar un tiburón que normalmente empleaba para transmitir mensajes.

- Mizu Bunshin no Jutsu: El usuario crea un clon de sí mismo usando agua, su desventaja es que no puede alejarse mucho del usuario y que solo tiene un 10% del poder del usuario.

- Suirō no Jutsu: El usuario atrapa al oponente en una prisión de agua, sin embargo, debe permanecer inmóvil para mantenerla. Kisame puede además aplicarla sobre sí mismo.

- Suirō Sameodori no Jutsu: Kisame se fusiona con su espada Samehada, adoptando un aspecto de tiburón y dándole la capacidad de respirar bajo el agua y desplazarse a gran velocidad. Kisame suele emplear esta técnica junto al Suiton: Dai Bakusui Shōha.

- Suiton: Bakusui Shōha: El usuario produce enormes olas que aplastan al enemigo. El usuario necesita una gran cantidad de agua para realizarla, pero Kisame posee el suficiente chakra como para crearla por sí mismo.

- Suiton: Dai Bakusui Shōha: El usuario crea una enorme cúpula de agua a su alrededor que además se desplaza junto al usuario.

- Suiton: Daikōdan no Jutsu: El usuario crea un gigantesco tiburón capaz de absorber chakra por su boca y aumentar su tamaño. Es una versión más poderosa del Suiton: Suikōdan no Jutsu.

- Suiton: Senshokukō: El usuario crea multitud de tiburones que se unen para formar un tsunami que impacta sobre el oponente.

- Suiton: Suikōdan no Jutsu: El usuario crea un torrente de agua con forma de tiburón que impacta en el oponente.

### Misiones completas
- Rango C: 68
- Rango B: 154
- Rango A: 79
- Rango S: 29[2]